# Boțești (Vaslui)
Boțești es una comuna ubicada en el distrito de Vaslui, Rumania.

## Superficie
Posee una superficie de 58,35 kilómetros cuadrados.

## Demografía
Hasta 2021 la población era de 1736 habitantes, con una densidad de población de 29,75 habitantes por kilómetro cuadrado.